# Oberweiser Konferenz
Die Oberweiser Konferenz (auch Oberweiser Geheimgespräch) war eine Zusammenkunft führender Vertreter der ÖVP mit ehemals hochrangigen Nationalsozialisten am 28. Mai 1949 in Oberweis (Gemeinde Laakirchen). Erörtert wurden die Bedingungen für eine Unterstützung der Volkspartei durch die „Ehemaligen“.

## Vorgeschichte
In den ersten Nachkriegsjahren waren die etwa 500.000 registrierten NSDAP-Mitglieder vom Wahlrecht ausgeschlossen. Bei der Nationalratswahl 1949 sollten Minderbelastete jedoch wieder ihre Stimme abgeben dürfen; um dieses Wählerpotenzial bemühten sich in der Folge beide Großparteien. Die Gründung des VdU im März 1949 ließ die ÖVP eine Spaltung des bürgerlichen Lagers befürchten; aus diesem Grund intensivierte man die eigenen Bemühungen um die Reintegration ehemaliger Nationalsozialisten. In der Steiermark versuchten besonders Alfons Gorbach und der Ennstaler Kreis, die Brücke zum „nationalen“ Lager zu schlagen; in Oberösterreich stand der ÖAAB-Obmann Alfred Maleta im Zentrum dieser Politik. Sowohl Gorbach als auch Maleta waren selbst während der NS-Zeit im KZ gewesen und konnten daher ihr Vorgehen auch gegenüber den Besatzungsmächten einigermaßen gut rechtfertigen.

## Die Konferenz
In der dem Schwiegervater von Alfred Maleta gehörenden Villa Thonet (⊙), Oberweis, Laakirchen, kam es am 28. Mai 1949, dem Christi-Himmelfahrts-Tag, zu einem mehrstündigen Gespräch. Laut Sozialistischer Korrespondenz waren zugegen:
ÖVP:
- Julius Raab (1891–1964), Abgeordneter zum Nationalrat, Parlamentsklubobmann, Repräsentant der Bundespartei
- Alfred Maleta (1906–1990), Abgeordneter zum Nationalrat
- Karl Brunner (1889–1964), Abgeordneter zum Nationalrat, Vertreter von Alfons Gorbach (1898–1972)
- Albert Schöpf (1906–1980), Landesparteiobmann der ÖVP Oberösterreich
- Ernst Hodel (1887–1964), Bezirkshauptmann von Gmunden
- diverse lokale ÖVP-Funktionäre

Ehemalige:
- Wilhelm Höttl (1915–1999), SS-Obersturmbannführer, Mitarbeiter im Sicherheitsdienst des Reichsführers SS (SD), Wien
- Theo Wührer, Adjutant von Ernst Kaltenbrunner (1903–1946)
- Erich Führer (1900–1987), Wiener Rechtsanwalt und Nationalsozialist
- Manfred Jasser (1909–1992), NS-Journalist (siehe: Franz Klautzer)
- Taras Borodajkewycz (1902–1984), ein zu den Nationalsozialisten übergelaufener dimittierter CVer
- Walter Pollak, Führer in der Hitlerjugend,[3] Wien
- Hermann Raschhofer (1905–1979), Braunau
- Franz Allitsch, Vorsitzender des steiermärkischen Amnestieausschusses[4]
- P.N. Strohschneider, steiermärkischer Amnestieausschuss
- Friedrich Heiss, Verleger, Linz
- P.N. Stadlbauer, Linz

Als Vermittler fungierte der ehemalige Diplomat Theodor Hornbostel. Berichte über den Inhalt der Gespräche sind widersprüchlich: So soll die Forderung nach 25 Nationalratsmandaten für NS-Belastete (entsprechend 500.000 Stimmen) gestellt worden sein, was die Teilnehmer der Konferenz jedoch später bestritten. Auch die Abschaffung des Verbotsgesetzes und anderer gesetzlicher Maßnahmen wurde diskutiert; etwa die Wiedereinführung des passiven Wahlrechts für sämtliche ehemaligen NSDAP-Mitglieder. Borodajkewycz forderte die Entlassung des Justizministers Josef Gerö und einen den „Nationalen“ genehmen ÖVP-Kandidaten für die Bundespräsidentenwahl (genannt wurden Heinrich von Srbik bzw. Egbert Mannlicher (1882–1973)). Die 25 Mandatare sollten zudem im Parlament vom Klubzwang befreit sein. Der spätere Bundeskanzler Julius Raab soll bei der Konferenz – unter Berufung auf seine Vergangenheit als Funktionär der Heimwehr – geäußert haben: „Meine Herren, i' war nie a Demokrat“.
Die Teilnehmer selbst bestritten jedoch, dass irgendwelche Zusagen gemacht oder gefordert wurden und sprechen von einer eher informellen Zusammenkunft, die vor allem wahlstrategische Gründe hatte. Alfred Maleta äußerte später in einem Interview:

„Es ist also nicht verhandelt worden, schon gar nicht mit irgendwelchen Führern […] Es handelte sich doch vorwiegend nur um die Optik, daß da ein paar ehemalige Nationalsozialisten als Gesprächspartner sitzen, daß wir uns mit ihnen zusammensetzen und daß man diese Tatsache als Aufhänger benützt, um in der Frage der Nationalsozialisten-Gesetzgebung als Partei Aussagen machen zu können, Aussagen, die die ÖVP wählbar machen sollte für die früheren Nationalsozialisten.“

## Folgen
Die Konferenz, deren Zustandekommen bereits mehrere Tage zuvor in der VdU-Parteizeitung Neue Front angekündigt worden war, erregte international Aufsehen, auch The New York Times berichtete darüber. Einige der Teilnehmer wurden in der Folge der Konferenz von der Staatspolizei in Wien kurzzeitig verhaftet, wahrscheinlich im Auftrag des SPÖ-Innenministers Oskar Helmer. Die Arbeiter-Zeitung berichtete unter der Schlagzeile Packelei zwischen ÖVP. und Nazi. Ein Vorstoß des faschistischen Flügels der Volkspartei; Vizekanzler Adolf Schärf erklärte bei einer Wahlveranstaltung in Wels, er sei überzeugt, die ÖVP würde sogar Adolf Hitler um eine Wahlempfehlung bitten, sofern dieser noch lebte. Ähnliche Kontakte der SPÖ zu früheren NS-Funktionären fanden während derselben Zeit in Ried im Innkreis statt, gelangten jedoch im Gegensatz zur Konferenz von Oberweis nicht zur Kenntnis der Öffentlichkeit. Im August 1949 kam es in Gmunden zu einer Konferenz ehemaliger Nationalsozialisten (u. a. Erich Kernmayr) mit SPÖ-Innenminister Helmer, wobei dieser erklärte: „Wenn ich die Nazi net betreu, betreut sie der Maleta in Oberweis“.
Nach Bekanntwerden der Oberweiser Konferenz trat der frühere Sozialminister Josef Dobretsberger aus Protest aus der ÖVP aus und wurde Vorsitzender der Demokratischen Union, die jedoch nicht über den Status einer Splitterpartei hinauskam und schließlich mit der KPÖ ein Wahlbündnis einging.
Bei der Nationalratswahl 1949 verloren beide Großparteien gleichermaßen an den VdU; über Vorfeldorganisationen wie den BSA und die „Junge Front“ von Ernst Strachwitz gelang es beiden Parteien in den Folgejahren jedoch, viele ehemalige Nationalsozialisten an sich zu binden. Zu einer offenen Zusammenarbeit mit prominenten Nationalsozialisten nach dem Muster der Oberweiser Konferenz kam es jedoch nicht mehr.